# 장흥군·강진군·영암군·완도군
장흥군·강진군·영암군·완도군은 대한민국의 옛 국회의원 선거구이다. 당시 전라남도 장흥군, 강진군, 영암군, 완도군 지역을 관할했다.

## 역사
제9대 국회의원 선거를 앞두고 장흥군, 영암군·강진군, 완도군 선거구가 통합되면서 신설되었다.
제13대 국회의원 선거를 앞두고 장흥군 선거구, 강진군·완도군 선거구, 영암군 선거구로 각각 분리됨에 따라 폐지되었다.

## 역대 국회의원
| 선거   | 정당 | 정당       | 1위 의원 | 정당 | 정당       | 2위 의원 |
| ------ | ---- | ---------- | -------- | ---- | ---------- | -------- |
| 1973년 |      | 민주공화당 | 길전식   |      | 신민당     | 황호동   |
| 1978년 |      | 민주공화당 | 길전식   |      | 무소속     | 윤재명   |
| 1981년 |      | 민주정의당 | 김식     |      | 민주한국당 | 류재희   |
| 1985년 |      | 민주정의당 | 김식     |      | 신한민주당 | 이영권   |

## 역대 선거 결과

### 대한민국 제9대 국회의원 선거
|  | 43.81% |

|  | 28.64% |

|  | 27.54% |

### 대한민국 제10대 국회의원 선거
|  | 39.64% |

|  | 16.54% |

|  | 14.99% |

|  | 14.70% |

|  | 7.63% |

|  | 4.75% |

|  | 1.71% |

### 대한민국 제11대 국회의원 선거
|  | 39.43% |

|  | 18.10% |

|  | 16.63% |

|  | 13.51% |

|  | 5.68% |

|  | 3.42% |

|  | 3.20% |

### 대한민국 제12대 국회의원 선거
|  | 49.42% |

|  | 23.63% |

|  | 13.53% |

|  | 13.40% |